# Viktor Sokolov
Viktor Sokolov (ryska: Виктор Алексеевич Соколов), född den 24 april 1954 i Moskva, Ryssland, är en sovjetisk tävlingscyklist som tog OS-silver i lagförföljelseloppet vid olympiska sommarspelen 1976 i Montréal.